# 杨延森
杨延森（1920年—1991年），男，上海人，中华人民共和国政治人物，曾任国家林业总局副局长，中华人民共和国林业部副部长。